# Station Zajezierze koło Dęblina
Station Zajezierze koło Dęblina is een spoorwegstation in de Poolse plaats Zajezierze.